# Moda na década de 1860

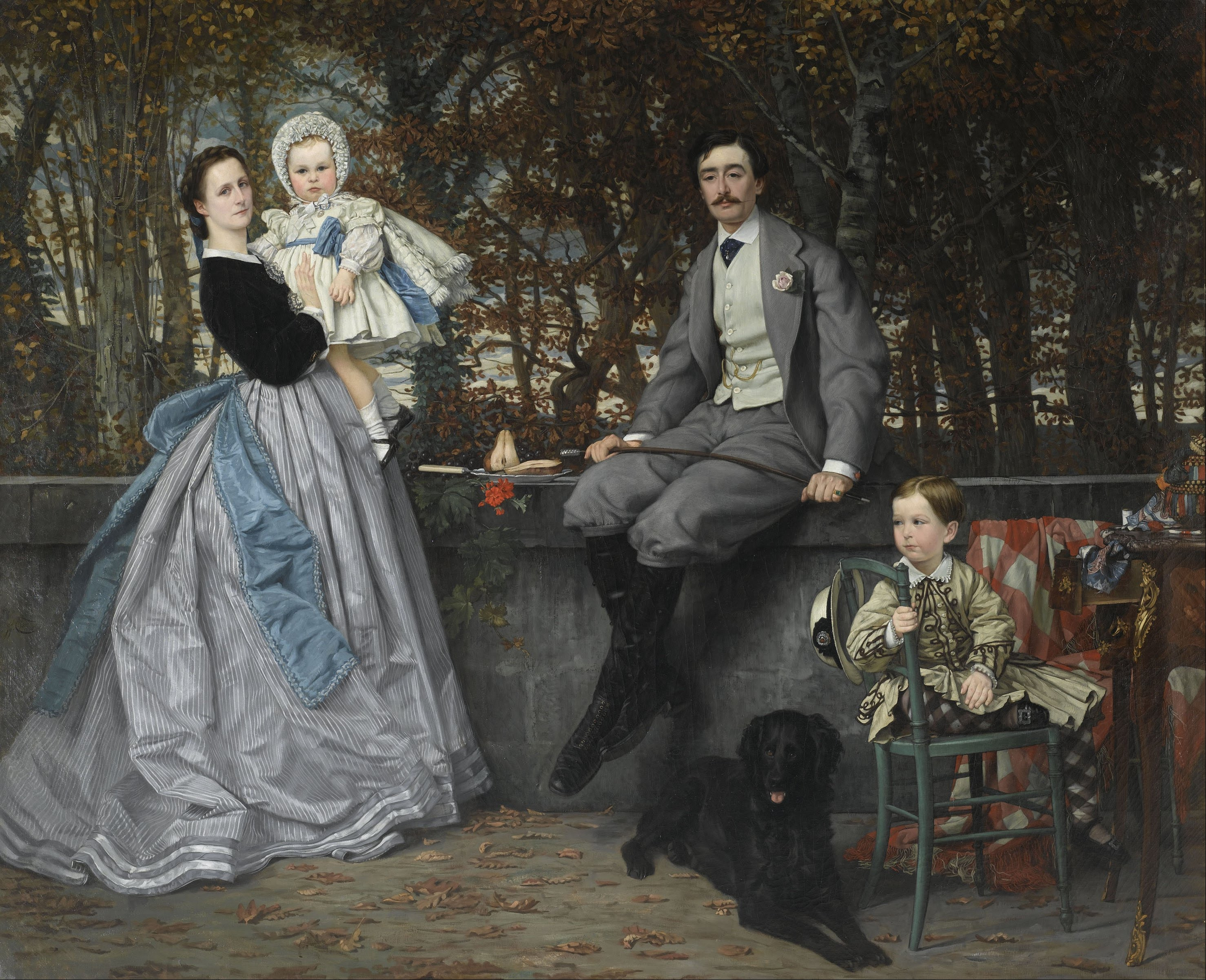
Retrato do Marquês e Marquesa de Miramon e seus filhos. Repare na grande saia que a Marquesa usa com uma ampla blusa Garibaldi, e no terno de três peças do Marquês feito por tecidos iguais. Pintura Por James Tissot, feita em 1865.

A moda dos anos de 1860 em roupas com influência europeia e europeia é caracterizada por modas femininas com saias extremas, baseando-se em crinolinas e saiotes e o surgimento de modas alternativas sob a influência do "movimento do Vestido Artístico".
Na moda masculina, o terno de três peças de paletó, colete e calças no mesmo tecido surgiu como uma novidade.

## Moda feminina

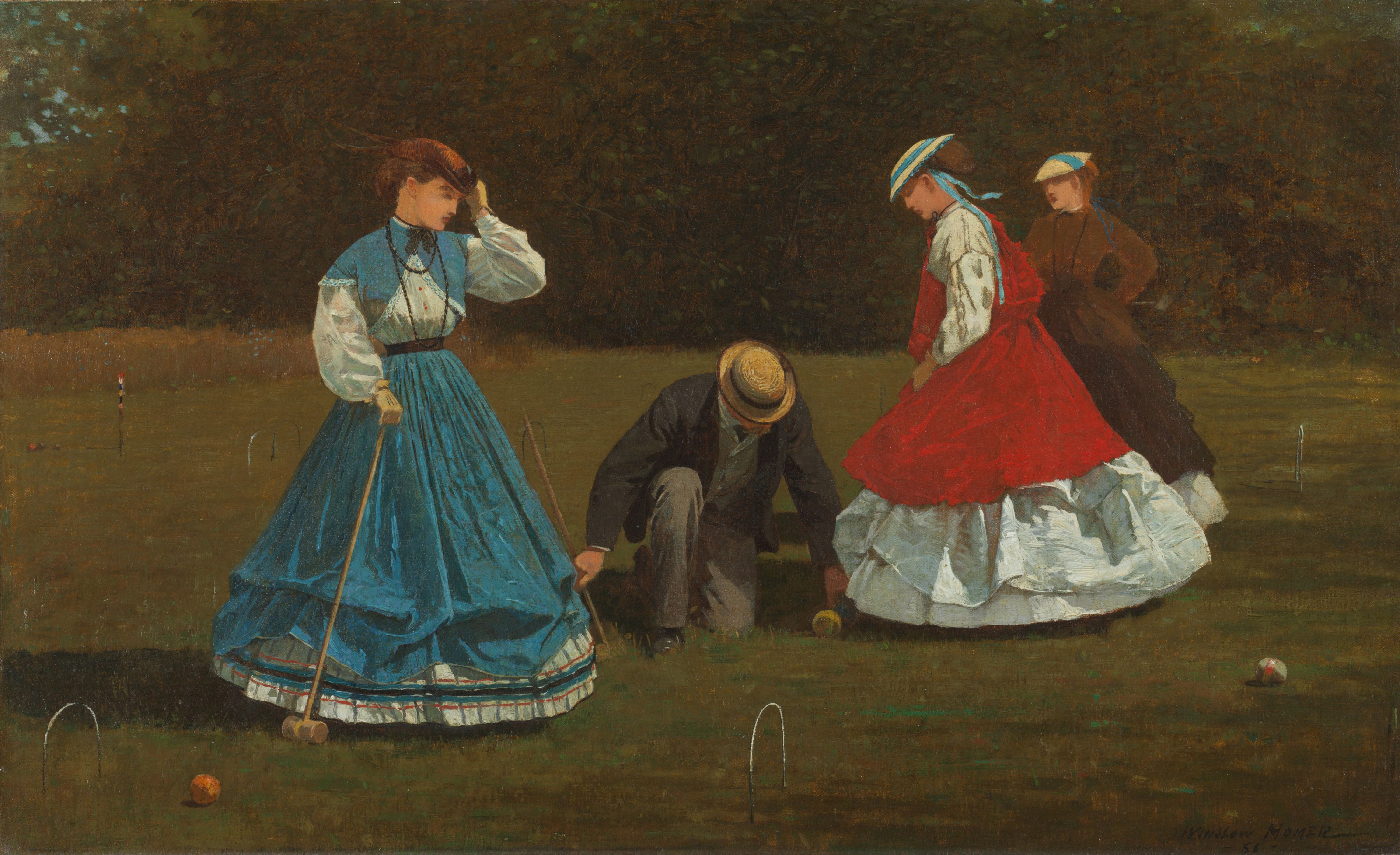
Jogadores de croquet de 1864 amarram suas saias do comprimento do chão sobre anáguas. Chapéus pequenos com fitas eram muito populares entre as jovens em meados da década de 1860.

### Cores
Os corantes Mauveine Aniline (primeiros corantes químicos) foram descobertos em 1856 e rapidamente se tornaram cores da moda. Os primeiros eram lilases e roxos brilhantes. Em 1860, dois corantes de anilina rosa brilhantes foram nomeados após as batalhas na luta da Itália pela independência: a cor magenta, em homenagem à cidade italiana de Magenta, Lombardia, e algo semelhante aconteceu com a coloração solferino, nomeada em homenagem a comunidade de Solferino. A cor magenta foi popularizada na Inglaterra pela Duquesa de Sutherland depois que ela foi apelada pelos tecelões de seda de Spitalfields.

### Vestidos

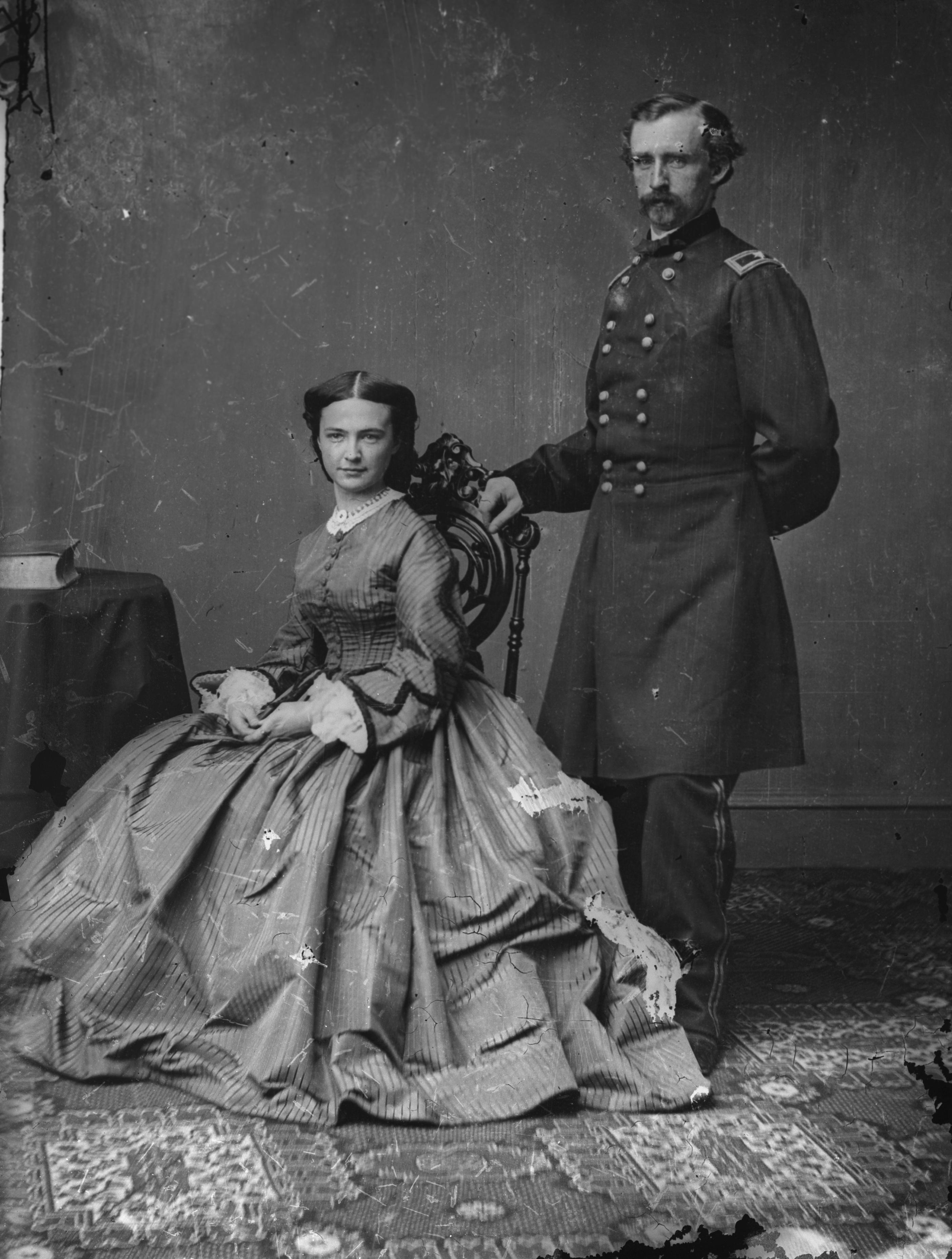
Gen. George Armstrong Custer e sua esposa, Elizabeth Bacon Custer, no início da década de 1860

No início da década de 1860, as saias atingiram sua largura máxima. Depois de 1862, a silhueta da crinolina mudou e, em vez de ter a forma de um sino, agora era mais plana na frente e projetada mais para trás. Esta grande área foi amplamente ocupada por todos os tipos de decoração. Puffs e tiras poderiam cobrir grande parte da saia. As vezes as sais podiam haver tantos babados que o material da saia em si quase não era visível. A renda voltou a ser popular e foi usada em todo o vestido. Qualquer parte do vestido também pode ser bordada em prata ou ouro. Esta construção maciça de um vestido exigia forro de gaze para endurecê-lo, bem como várias anáguas engomadas. Até as roupas que as mulheres usavam para andar a cavalo recebiam esse tipo de enfeite. Os vestidos diurnos apresentavam mangas largas de pagoda usadas por cima de engageantes falsos. Decotes altos com rendas ou golas com frivolitê, e as vezes chemisettes completou a moda recatada do dia a dia. Já os vestidos noturnos tinham decotes baixos e mangas curtas e eram usados com luvas curtas, luvas de rendas, ou luvas de crochê sem dedos. As saias volumosas eram sustentadas por aros, anáguas ou crinolinas. O uso de aros não era tão comum até 1856, antes sustentando as saias com até sete camadas anáguas engomadas. Vestidos balão com grandes crinolinas provavelmente eram reservados para ocasiões especiais.
As saias eram montadas com painéis moldados, já que juntar um pedaço reto de tecido não poderia fornecer a largura necessária na bainha sem um volume indesejado na cintura; isso significou o fim da moda breve dos tecidos para vestidos estampados em bordas. Sedas pesadas em cores sólidas ficaram na moda tanto para o dia quanto para a noite, e um vestido poderia ser conter corpetes duplos, um de manga comprida e gola alta para a tarde e outro de manga curta e decote para a noite. Os corpetes eram frequentemente triangulares e apresentavam uma frente de duas peças com um fechamento e uma construção de três peças nas costas.
À medida que a década avançava, as mangas se estreitaram e os aros circulares da década de 1850 diminuíram de tamanho na frente e nas laterais e aumentaram nas costas. Sobressaias enroladas revelaram as saias de baixo combinando ou contrastantes, um visual que alcançaria sua expressão máxima nas próximas duas décadas com a popularização da anquinha. As cinturas aumentaram brevemente no final da década. A moda foi adotada mais lentamente nas Américas que na Europa. Não era incomum que gravuras de moda aparecessem em revistas femininas americanas um ano ou mais depois de terem aparecido em Paris ou Londres.
Casacos longos eram impraticáveis com as saias muito cheias, e as vestimentas externas comuns eram xales quadrados dobrados na diagonal para fazer um triângulo e jaquetas ajustadas ou não ajustadas na altura do quadril ou do joelho, também foram usadas capas de três quartos (com ou sem mangas). Boleros combinando com a saia foi uma tendência bastante popular também. Para caminhadas, os casacos eram acompanhados por saias até o chão que podiam ser enroladas ou puxadas por meio de fitas sobre uma anágua mais curta.

### Roupas íntimas

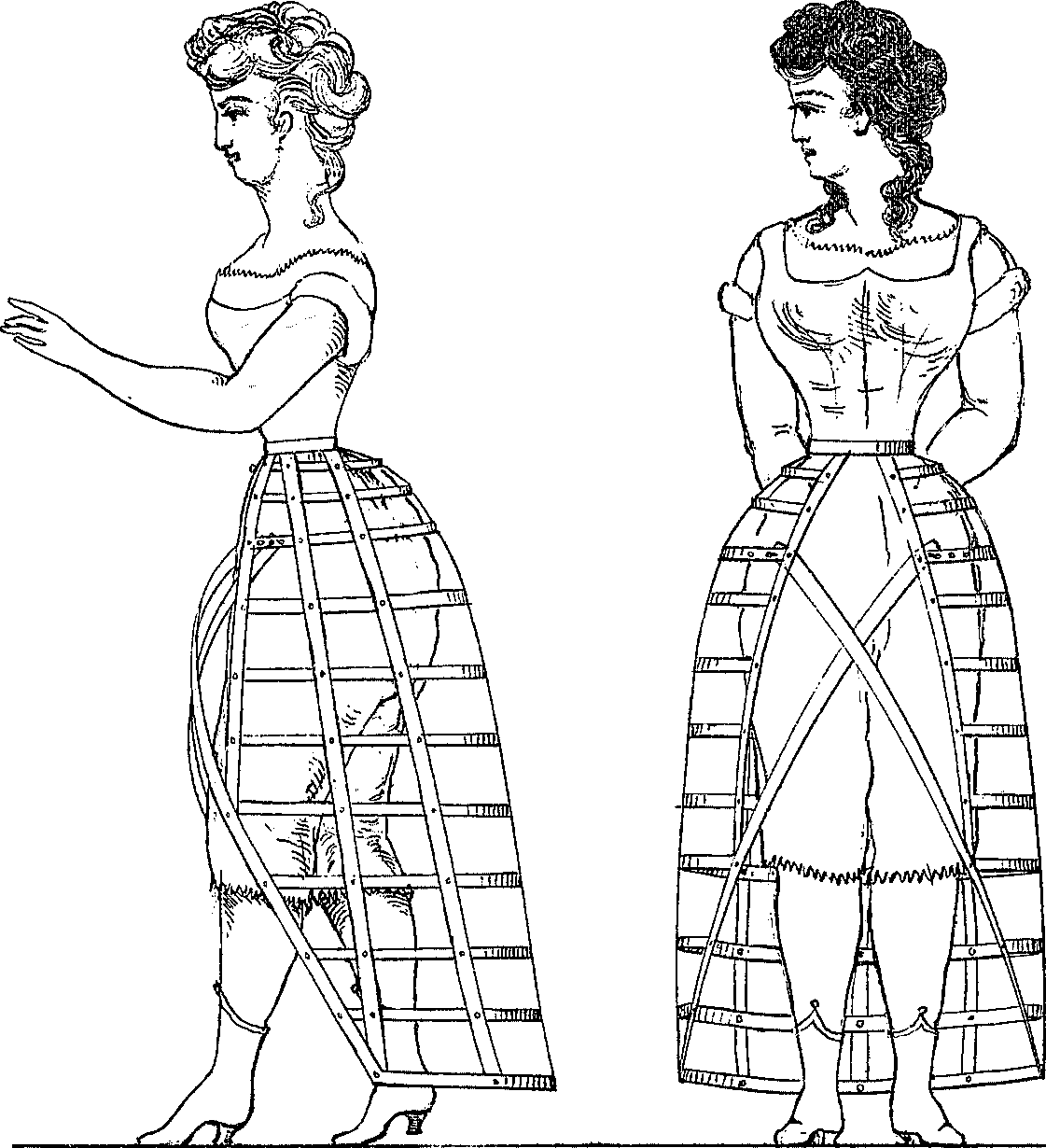
A crinoleta, uma mistura de crinolina e anquinha. Usada no final da década de 1860 e início da década de 1870. A ilustração mostra uma espécime de ambos.

Conforme as saias se tornaram mais estreitas e planas na frente, mais ênfase foi colocada na cintura e nos quadris. O espartilho foi então usado para ajudar a moldar o corpo na forma desejada. Isso foi conseguido tornando os espartilhos mais longos do que antes e construindo-os a partir de pedaços de tecido de formas separadas. Para aumentar a rigidez, eram reforçados com muitas barbatanas de osso de baleia, cordões ou pedaços de couro. Além de tornar os espartilhos mais apertados, essa estrutura pesada ajudava a evitar que subissem ou se enrugassem na cintura. A moldagem a vapor também ajudou a criar um contorno curvilíneo. Desenvolvido por Edwin Izod no final da década de 1860, o procedimento envolvia a colocação de um espartilho, umedecido com amido, em um torso de cobre aquecido a vapor até secar. Embora o laço apertado continuasse a ser um tópico muito debatido entre moralistas e médicos, as descrições mais extremas vinham de fantasias sexuais masculinas.
A crinolina ou anágua de arco havia crescido até suas dimensões máximas em 1860. À medida que as saias enormes começaram a cair em desuso, por volta de 1864, a forma da crinolina começou a mudar. Em vez de ter a forma de cúpula, a frente e os lados começaram a se contrair, deixando o volume apenas na parte de trás. A "gaiola americana", uma anágua aro parcialmente coberta com tecido, veio em cores vivas possibilitadas pelos novos corantes de anilina. Isso foi seguido por um híbrido de anquinha e crinolina às vezes chamado de "crinoleta". A estrutura da crinolina ainda estava presa ao redor da cintura e se estendia até o chão, mas apenas se estendia pela parte de trás das pernas do usuário. A própria crinoleta foi rapidamente substituída pela verdadeira anquinha, que bastava para sustentar a cortina e a cauda na parte de trás da saia. Sob o espartilho, uma camisa foi usada. A camisa era normalmente de manga curta e comprimento do joelho feito de linho ou algodão. A camisa e as meias usadas foram feitas para absorver qualquer transpiração e proteger as roupas externas. Devido às muitas camadas de roupas, as mulheres da elite do Brasil tiravam cochilos curtos para descansar do uso de seus vestidos grandes e escapar do forte calor tropical e dos espartilhos de osso de baleia que os restringiam.

### Influências militares e políticas

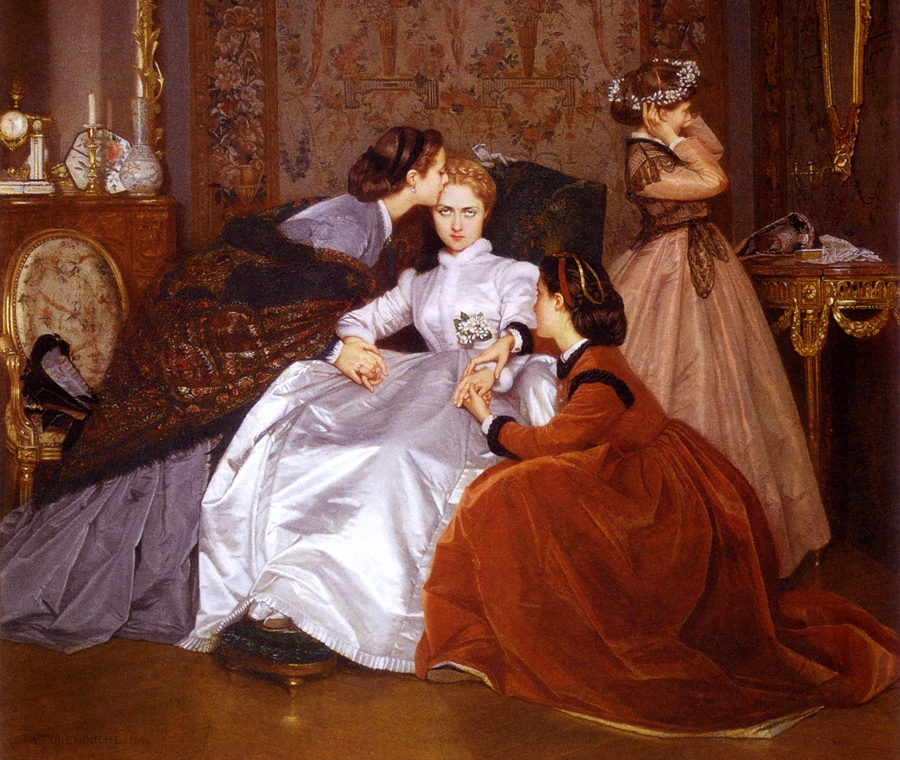
A moda da década de 1860 inclui xales quadrados de paisley dobrados na diagonal e saias rodadas sustentadas por crinolinas. A Relutante Noiva de Auguste Toulmouche de 1866 usa cetim branco e sua amiga experimenta sua coroa de flores de laranjeira.

A blusa Garibaldi ou "jaqueta Garibaldi" foi popularizada pela Imperatriz Eugénie da França em 1860. Essas roupas de lã vermelha brilhante apresentavam bordados ou tranças pretas e detalhes militares. Após uma visita do revolucionário italiano Giuseppe Garibaldi à Inglaterra em 1863, a camisa virou moda por lá. Nos Estados Unidos, os primeiros anos da Guerra Civil também viram uma popularidade crescente de estilos com influência militar, como as jaquetas Zouave. Esses novos estilos foram usados sobre a cintura ou chemisette e uma saia com um cinto na altura natural da cintura. A moda feminina em geral foi altamente influenciada pela rainha Vitória do Reino Unido.

### Ascensão da alta costura
O inglês Charles Frederick Worth fundou sua primeira casa de moda em Paris em 1858. Ele foi o primeiro costureiro, um costureiro considerado um artista, e sua habilidade de ditar o design na década de 1860 levou ao domínio da alta costura parisiense pelos cem anos seguintes.

### Penteados e chapelaria

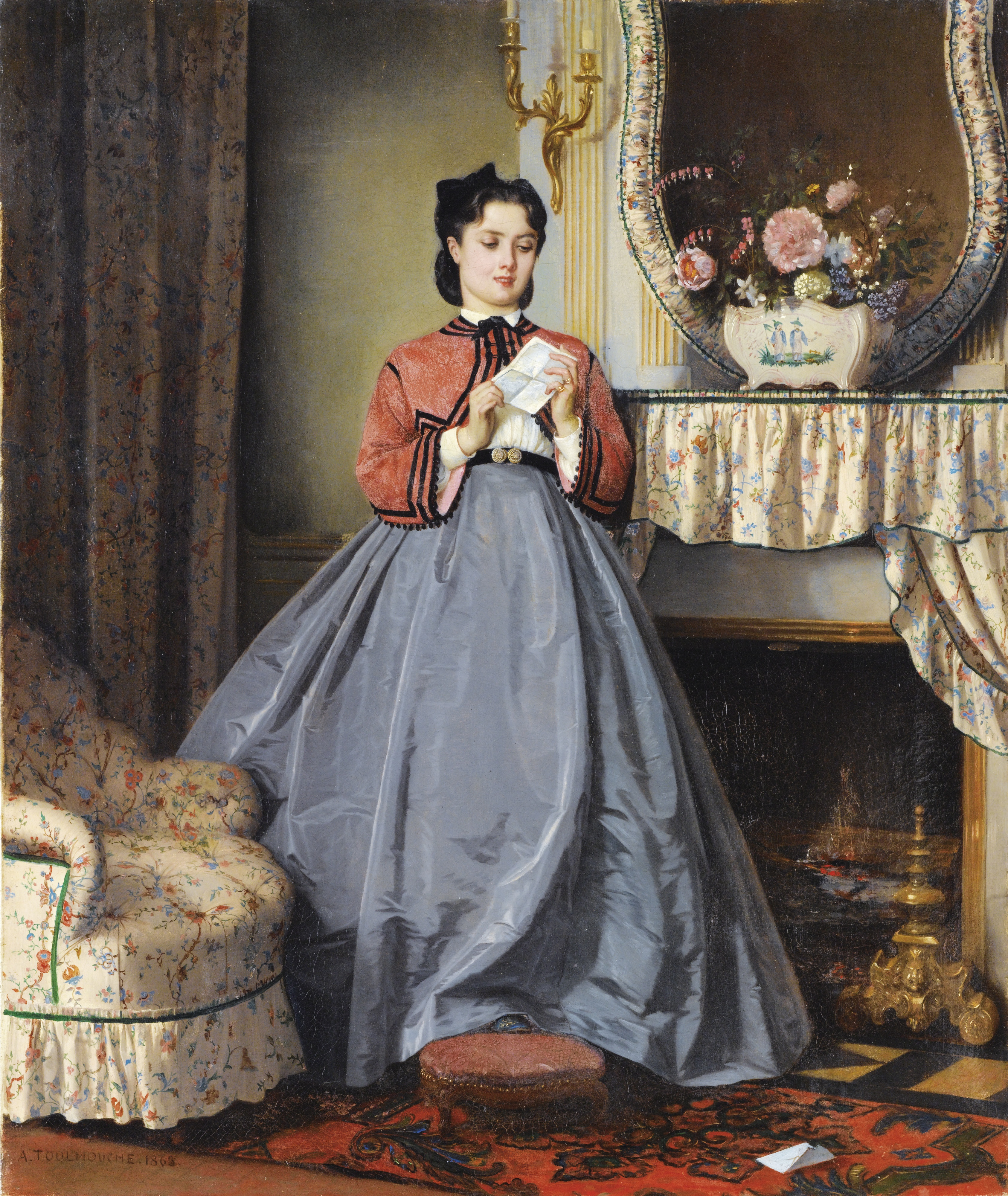
Corpetes de cores diferentes das saias eram extremamente populares, combinações como azul e vermelho se mantinham em alta desde a década anterior. Repare na jaqueta bolero com detalhes militares usada por cima de uma camisa com gola e mangas de pagoda. Pintura "The Love Letter" de Auguste Toulmouche, 1863.

O cabelo era repartido ao meio e alisado, ondulado ou enrolado sobre as orelhas, depois trançado ou "arrebitado" e preso em um rolo ou coque baixo na nuca. Esse estilo geralmente era mantido pelo uso de óleos e poma das para o cabelo, como o "bandoline", por exemplo.
Cabelo estilizado costumava ser confinado a redes de cabelo decorativas, especialmente por mulheres mais jovens. (NOTA: Embora muitos reencenadores modernos se refiram a esta vestimenta como um "laço",  não é o termo de período para esta peça de roupa; snoods eram algo totalmente diferente.) Essas redes para o cabelo eram freqüentemente feitas de um material muito fino para combinar com a cor natural do cabelo do usuário, mas ocasionalmente versões mais elaboradas eram feitas de tiras finas de veludo ou chenille (às vezes decoradas com contas). Quer fossem simples ou resplandecentes, muitas redes de cabelo eram orladas com franzidos de fita que serviriam para adornar a coroa da cabeça do usuário.
Bonnets para uso externo tinham pequenas abas que revelavam o rosto. Os gorros anteriores da década tinham abas mais baixas. No entanto, em meados do século, o Spoon Bonnet, que apresentava abas cada vez mais altas e guarnições mais elaboradas, entrou na moda. Bonnets foram feitos especificamente para complementar um vestido. Outras variantes menos comuns, como o Marie Stuart Bonnet, com sua aba em forma de coração, e o gorro fanchon, com sua aba muito curta e cortina traseira, fizeram aparições nos chapéus da moda.
Os gorros podem ser feitos de uma variedade de materiais. Bonnets formados de buckram e arame e cobertos com tecido eram muito populares. Durante as estações mais quentes, gorros feitos de palha, crina de cavalo ou rede recolhida também eram vistos. Os materiais mais pesados, como veludo, eram os preferidos para os gorros de inverno, embora os capuzes acolchoados de inverno fossem muito mais práticos e quentes.
Os enfeites variavam de acordo com os estilos e caprichos de cada usuário, mas a maioria dos gorros da época seguia algumas regras gerais com relação à forma. As fileiras de rede franzida que revestem a aba eram uma herança da moda da década anterior, e uma cortina decorativa (também conhecida como "bavoleta") apareceu na maioria dos gorros para proteger o pescoço do usuário e acomodar os penteados baixos. Outro padrão dos gorros da década de 1860 são os laços do capô. Geralmente havia dois conjuntos, um par fino de "gravatas utilitárias" para suportar o esforço de amarrar o gorro e outro conjunto de gravatas largas de seda ou outro material sofisticado. Essas ricas gravatas eram amarradas abaixo do queixo em um laço ou deixadas desamarradas para mostrar a bela estampa ou material.
Os bonnets saíram de moda ao longo da década em favor de pequenos chapéus que ficariam populares a partir de 1870.

### Galeria do início da década (1860-1864)

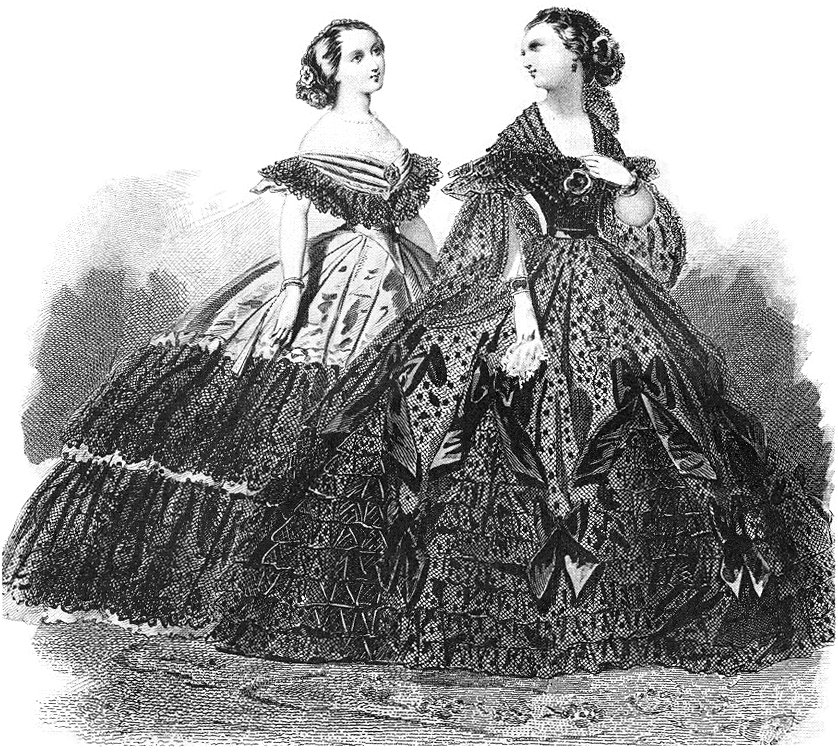
1 - início da década de 1860
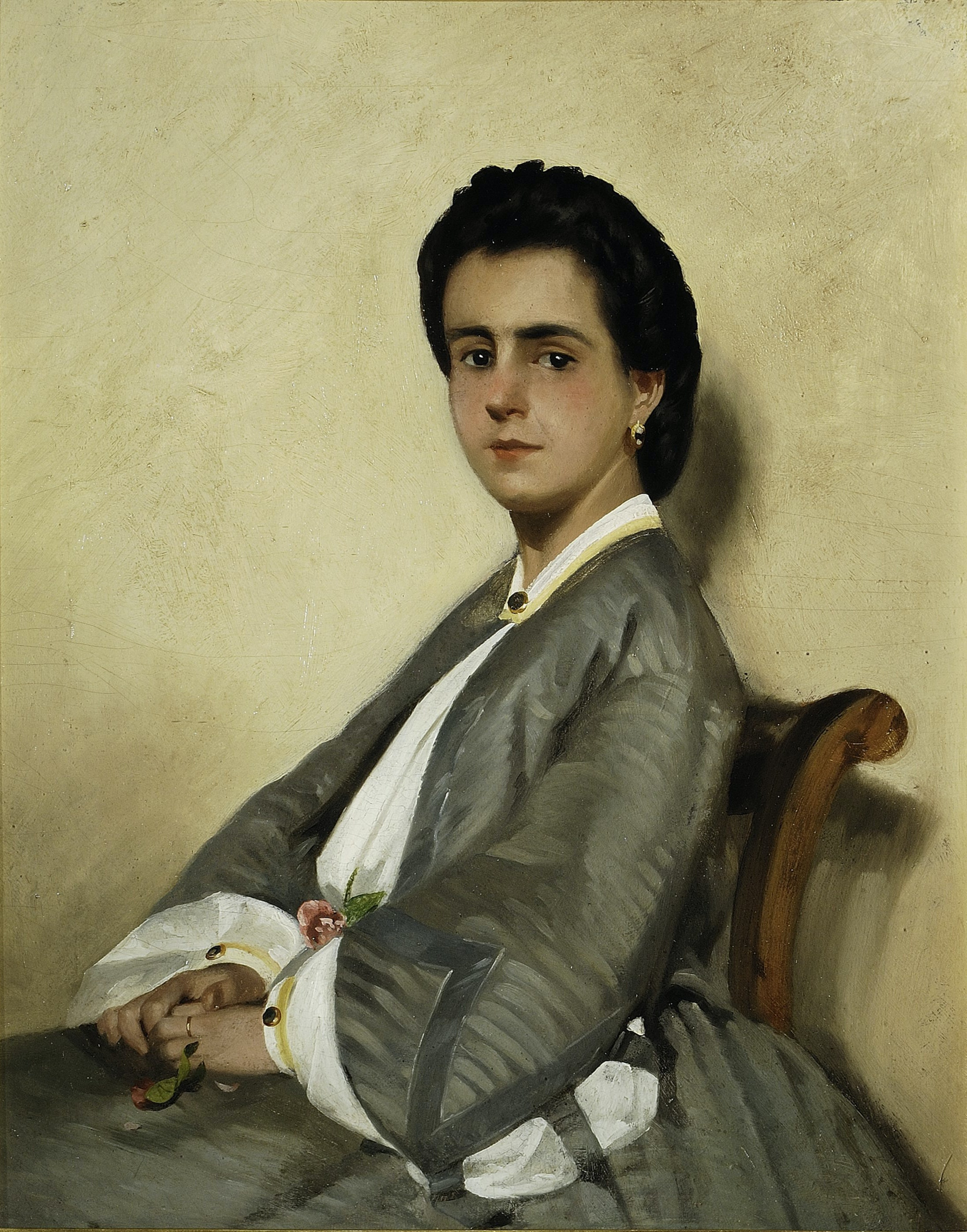
2 - 1861
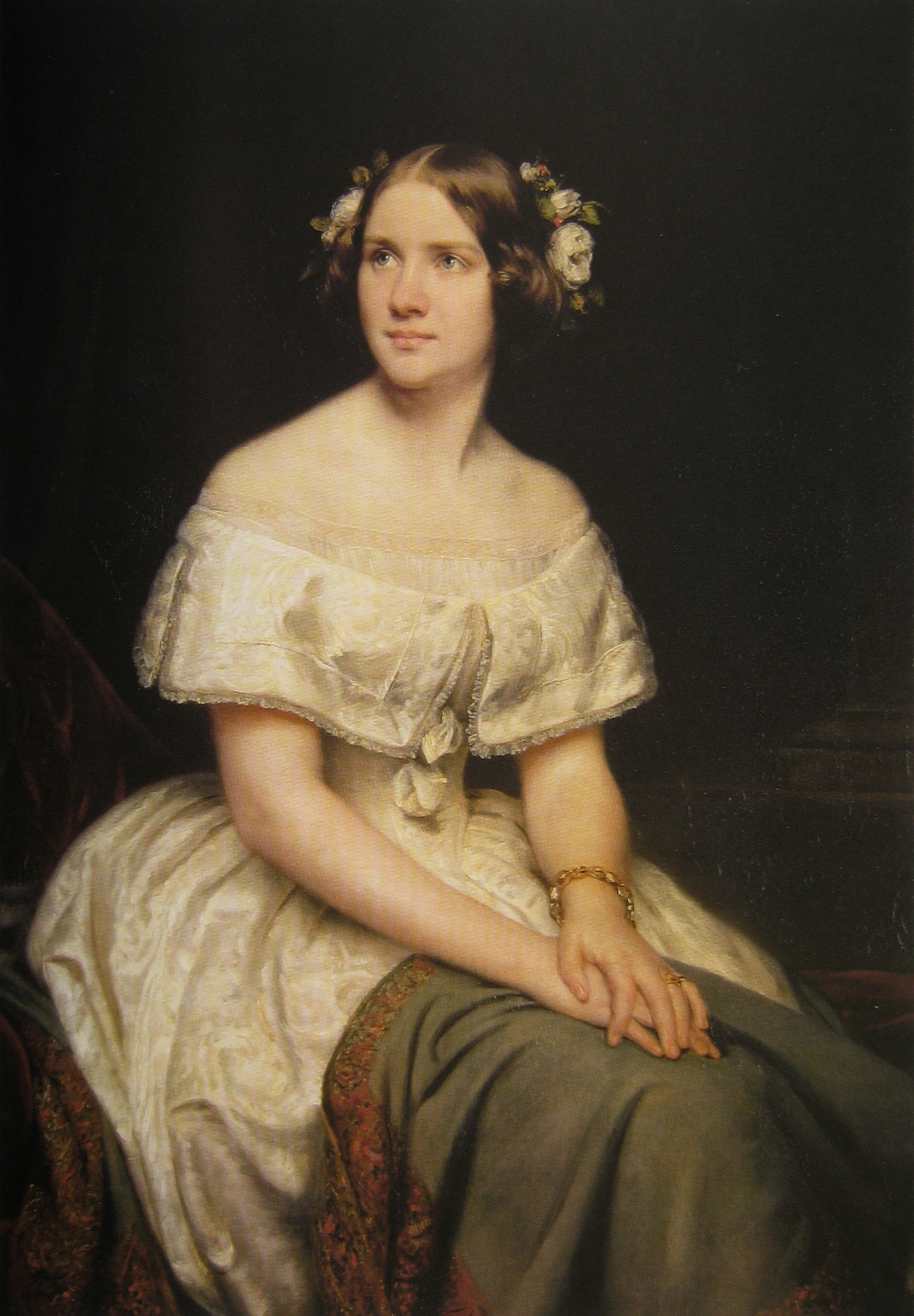
3 - 1862
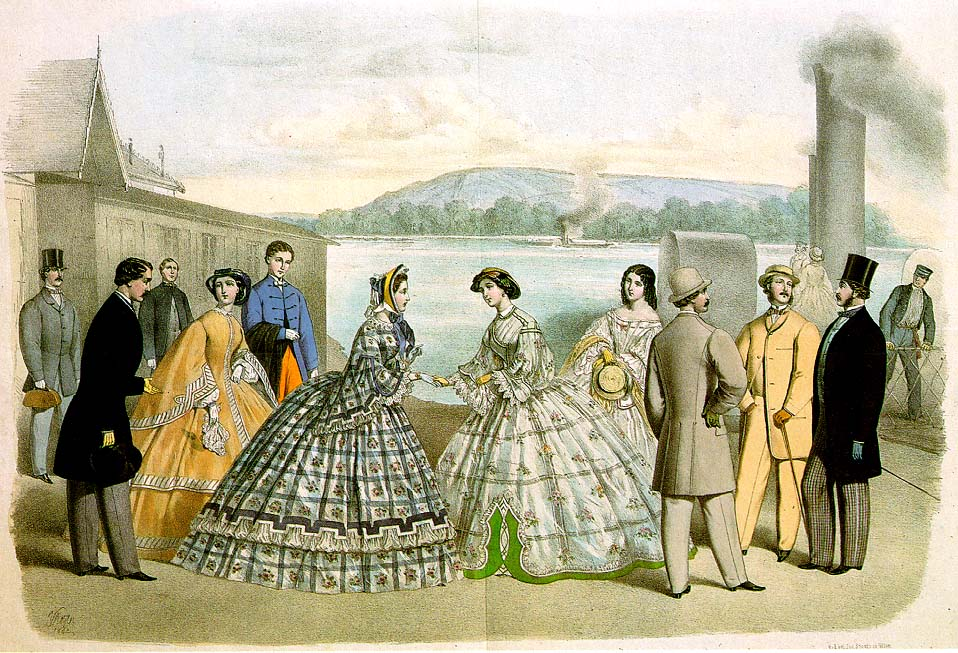
4 - 1862
5 - 1862
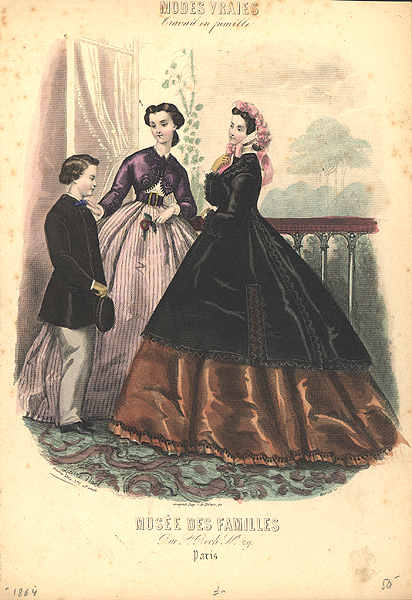
6 - 1864

1. Vestidos bouffant do início da década de 1860.
2. A mulher italiana usa uma jaqueta cinza listrada com mangas pagode viradas para trás com acabamento em tecido contrastante e saia combinando. As mangas da blusa ou engageantes cobrem a parte inferior do braço, 1861.
3. O retrato de 1862 de Jenny Lind retrata em um vestido de noite branco com gola de renda larga. Seu cabelo é repartido no centro, enrolado ou "arrepiado" nas laterais e decorado com flores.
4. Gravura da moda de Viena, mostrando trajes masculinos e femininos.
5. O vestido artístico tem linhas românticas vagamente medievais com uma cauda leve e é usado sem espartilho ou argola. Esta jovem usa o cabelo solto. 1862.
6. Jaqueta Zouave em vermelho brilhante com franja redonda e acabamento em trança na altura da cintura e corte na frente, 1864.
7. Gravura da moda de 1864 mostra a jaqueta cutaway trançada estilo Zouave da moda usada com uma cintura de camisa (blusa), saia e cinto largo. A senhora da direita usa um casaco de veludo na altura do joelho.

### Galeria de meados da década (1865-1866)

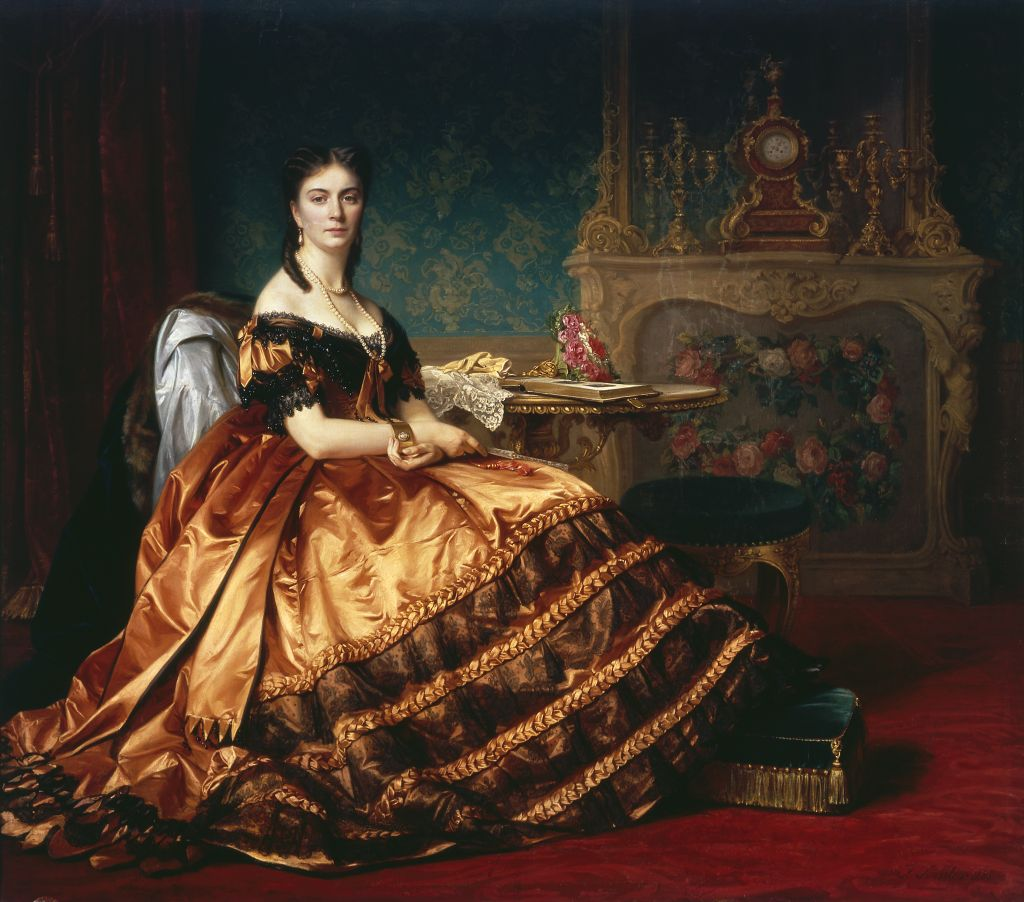
1 - 1865
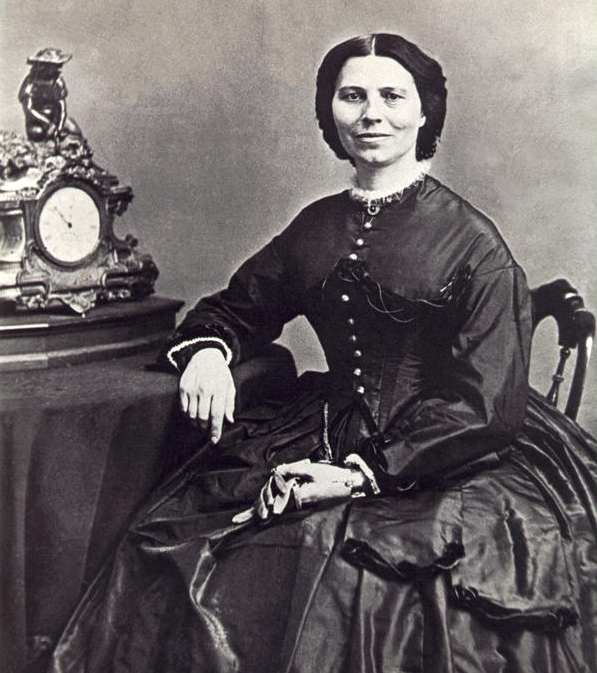
2 - 1865
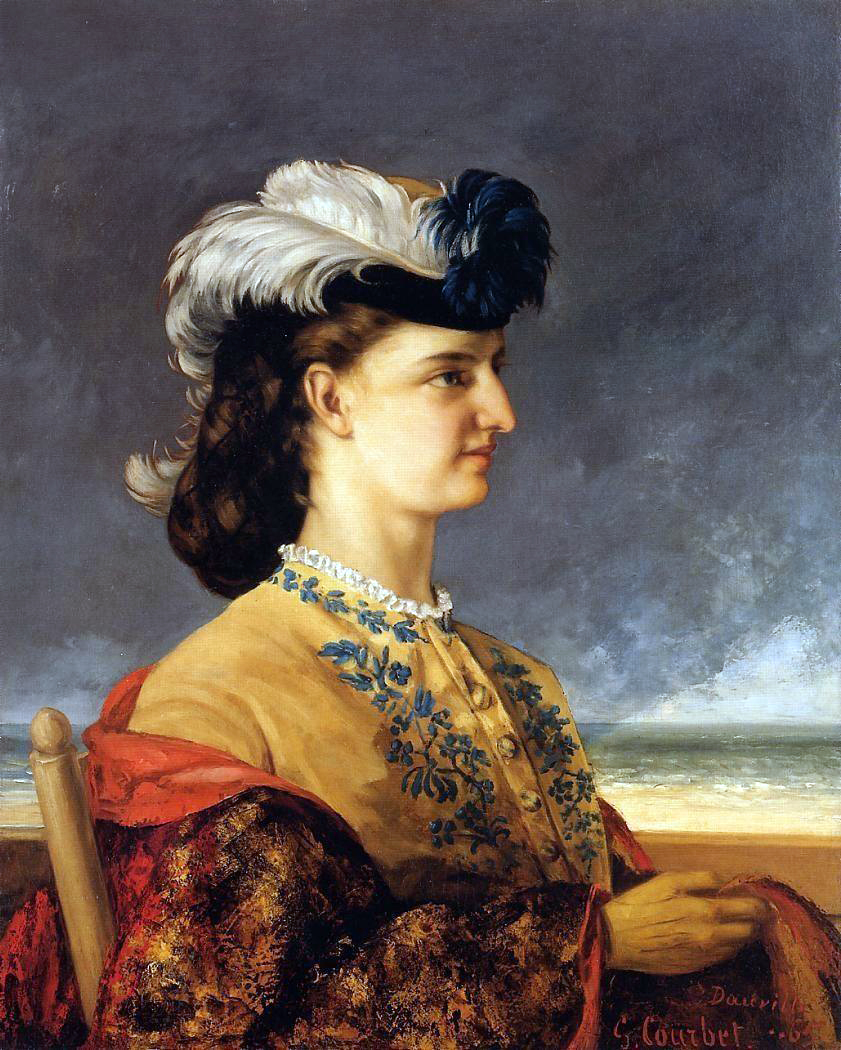
3 - 1865
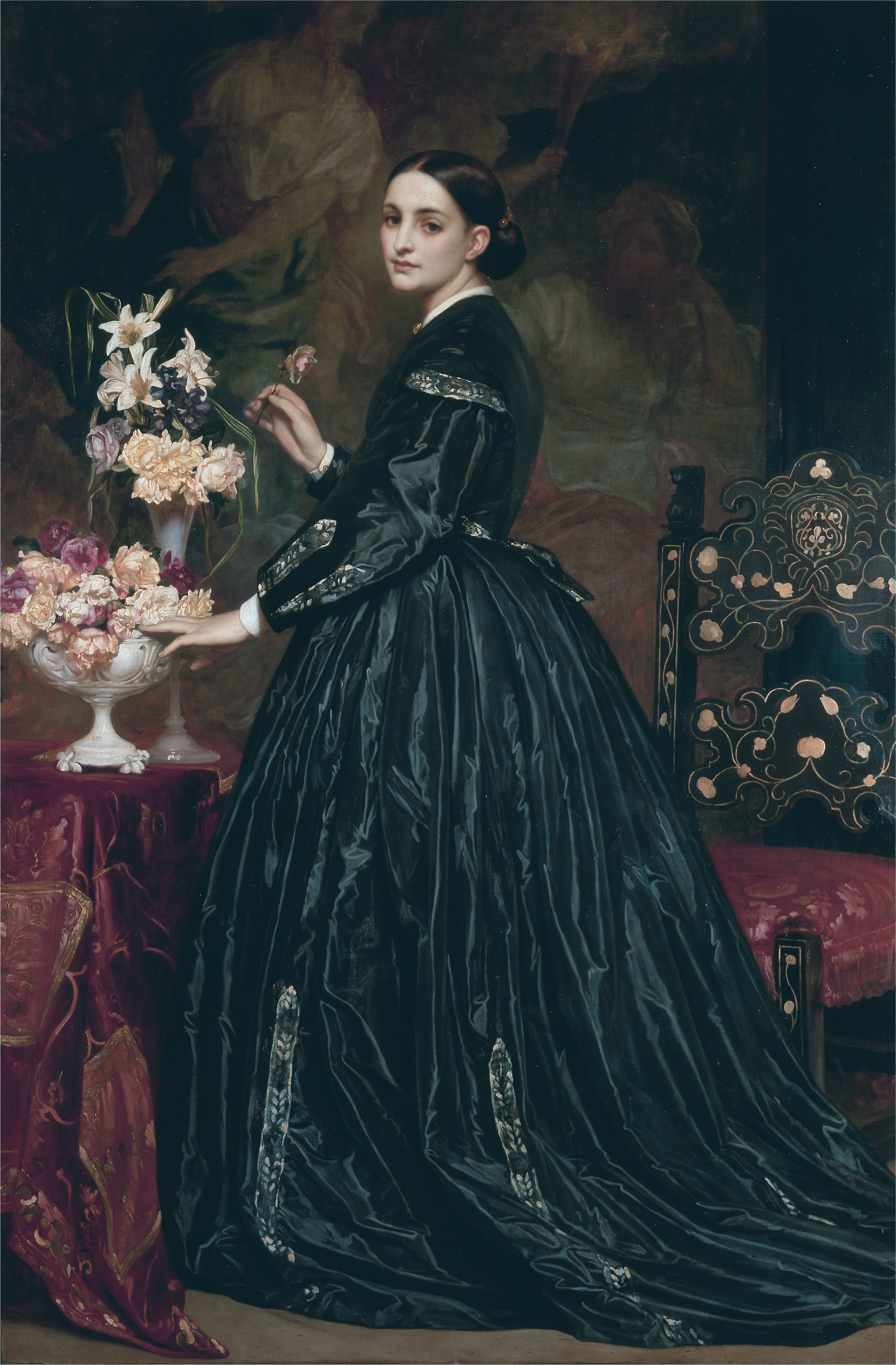
4 - 1865
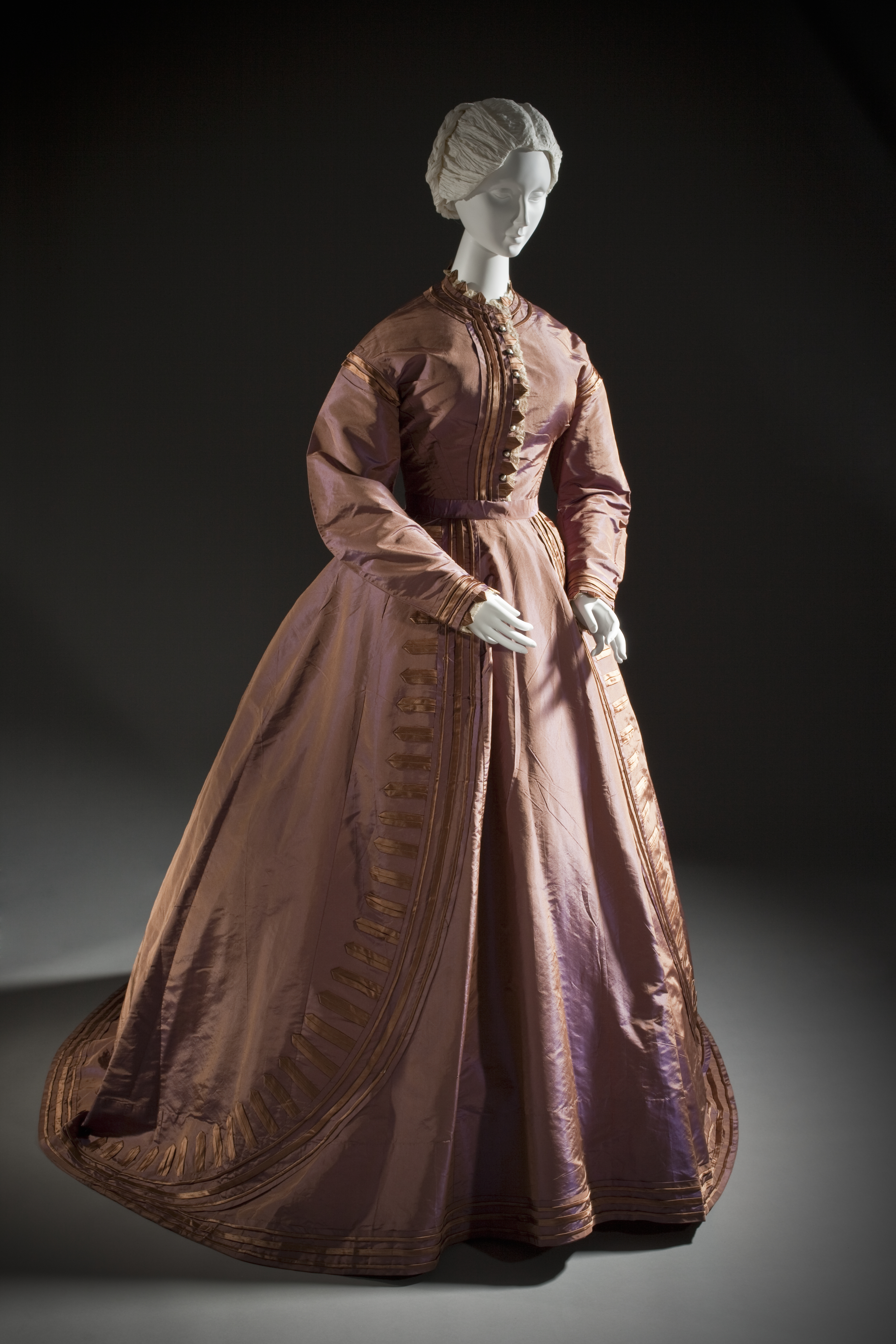
5 - c. 1865
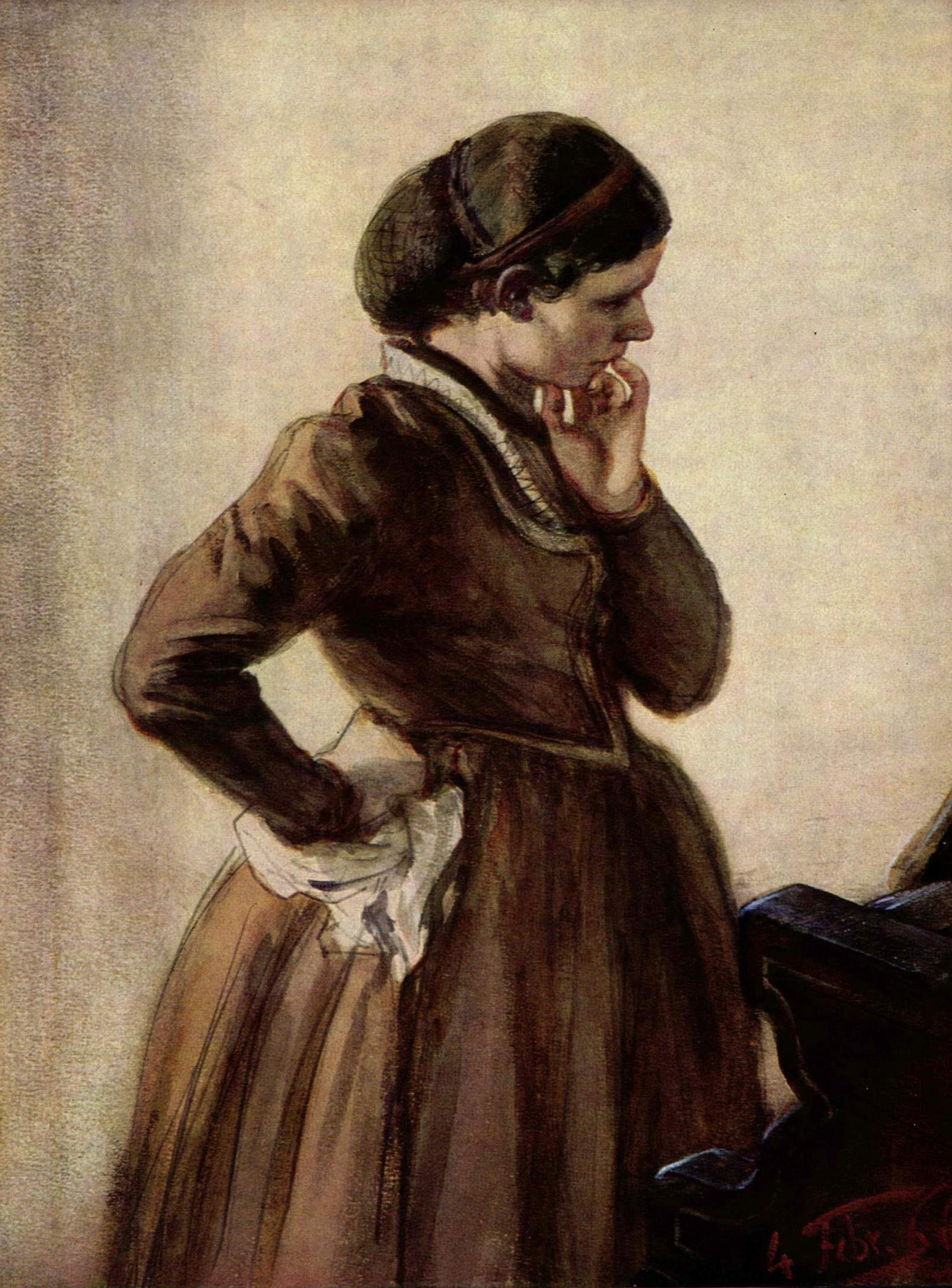
6 - 1866

1. Emilia Włodkowska usa um vestido de noite de cetim cor de bronze com faixas de acabamento na saia, 1865.
2. Clara Barton usa um estilo de cabelo americano típico de 1865-66.
3. A condessa Karoly usa o cabelo em uma rede ou rede. Seu chapéu está inclinado para a frente sobre a testa e decorado com plumas de avestruz, 1865.
4. Ellinor Guthrie usa um vestido de cetim preto adornado com passementerie, 1865.
5. O vestido matinal de tafetá de seda com shot inglês (trocável) é adornado com cetim de seda e renda feita à máquina, c. 1865. Museu de Arte do Condado de Los Angeles, M.2007.211.942a-b.
6. Emilie Menzel usa o cabelo preso em uma rede. Seu vestido de manhã tem cintura pontuda e mangas compridas ligeiramente bufantes, 1866.

### Galeria do final da década (1867-1869)

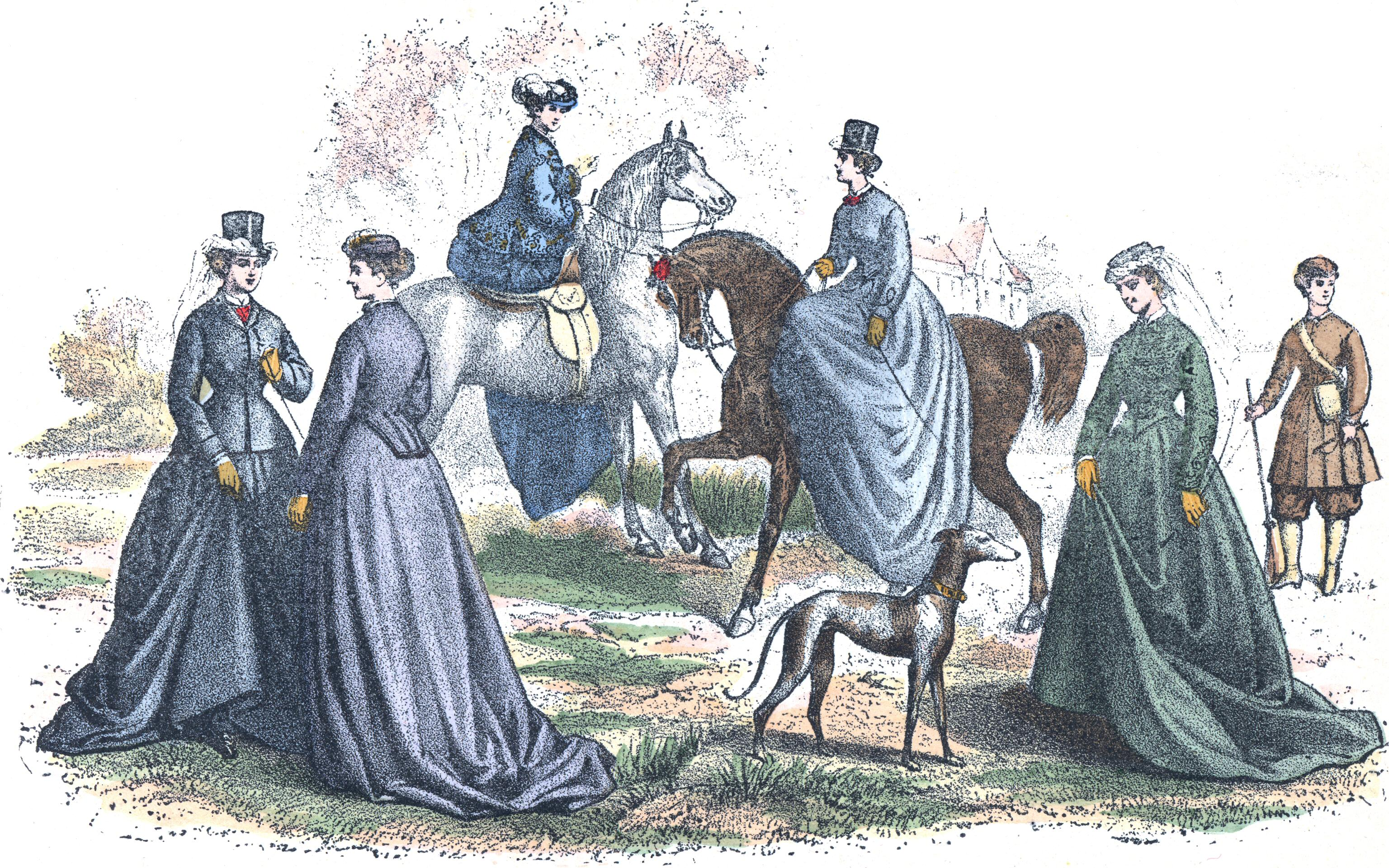
1 - 1867
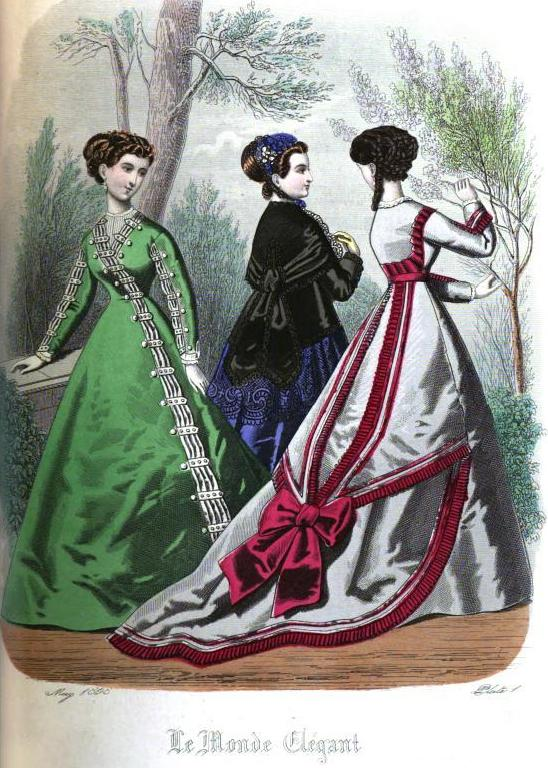
2 - maio de 1868
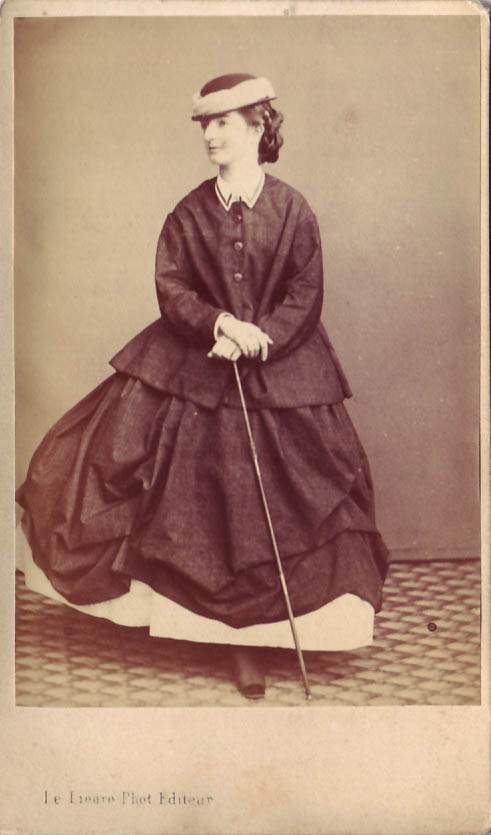
3 - Final da década de 1860
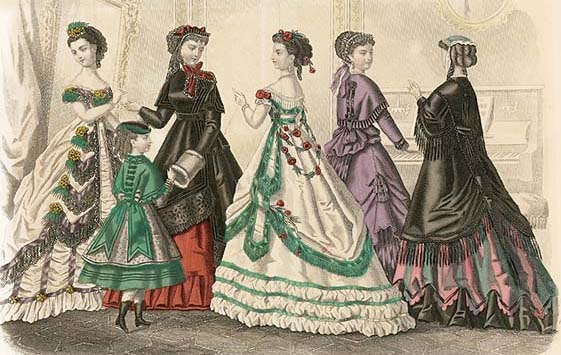
4 - 1869
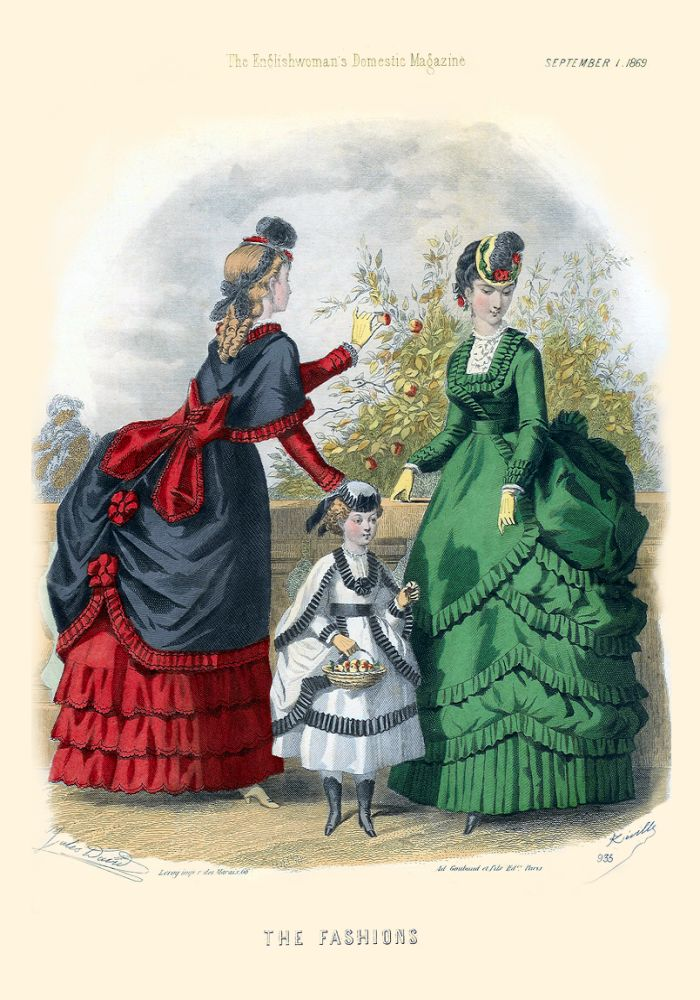
5 - 1869
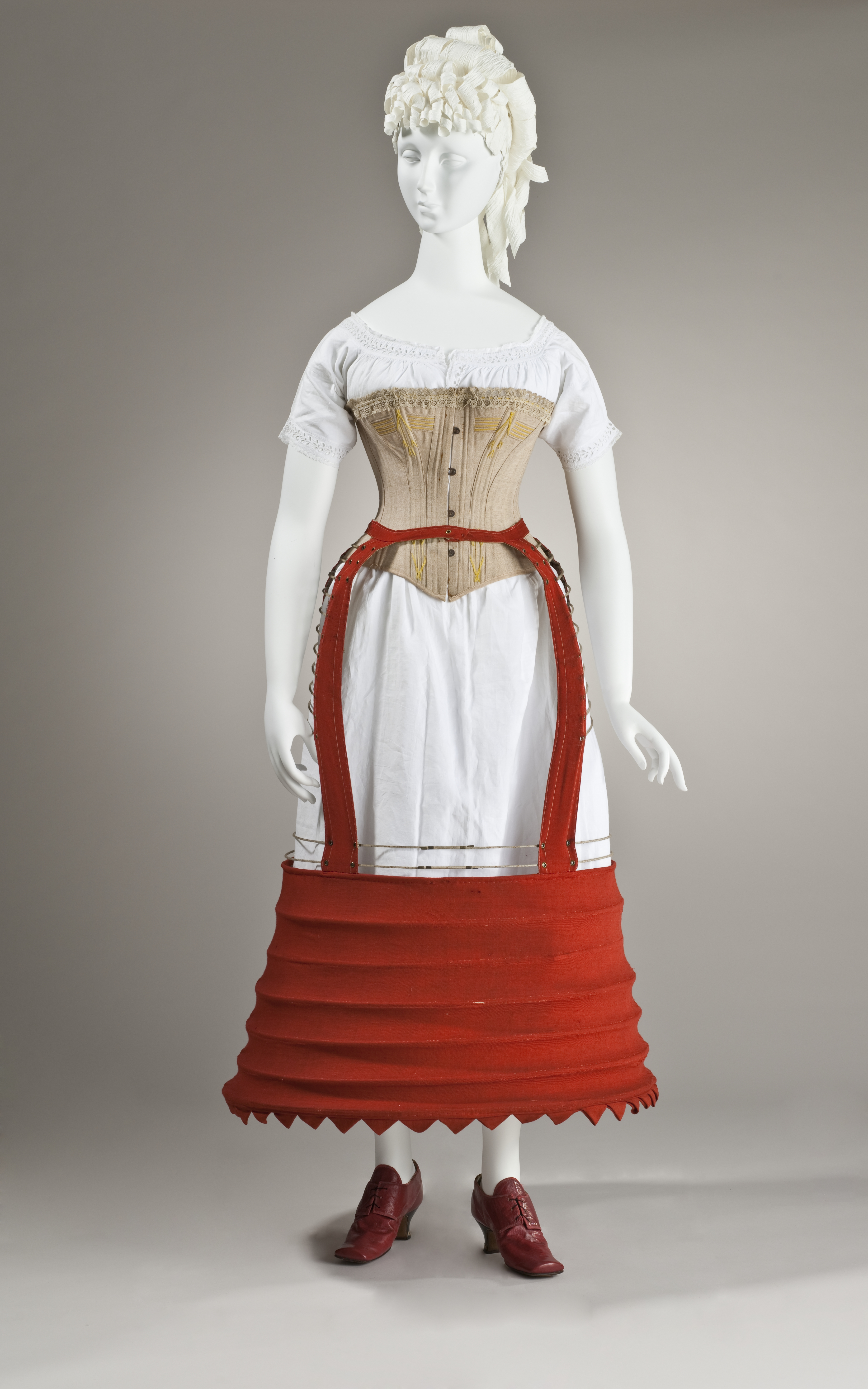
6 - c. 1868-70

1. Hábitos de equitação de 1867 incluem jaquetas curtas até o quadril e anáguas para montar na sela lateral.
2. Modas de maio de 1868 . Paris projeta para maio de 1868. Relativamente discreto, mas mostrando detalhes em desenvolvimento nas costas.
3. Margherita, de Sabóia-Gênova, usa um traje de caminhada ao ar livre que consiste em uma jaqueta larga e saia combinando. A saia é puxada para facilitar ao caminhar sobre uma saia de baixo ou anágua até o tornozelo e aros. Ela usa um chapéu-coco enrolado em um lenço ou véu. Última metade dos anos 1860.
4. A moda de 1869 mostra cintura alta e saia elíptica. Os estilos drapeados sugerem uma saia inferior ou anágua separada. Jaquetas na altura do joelho.
5. Modas de The Englishwoman's Domestic Magazine, 1869, mostram o início da agitação: as saias de cintura alta são enroladas sobre as saias de baixo. Os chapéus são usados para a frente sobre a testa, e luvas curtas são usadas com mangas compridas e justas.
6. Foto de crinolineta em transição para anquinha (1862-70) e um espartilho busk dividido (1865-75), Museu de Arte do Condado de Los Angeles M.2007.211.386, M.2007.211.360

## Moda masculina

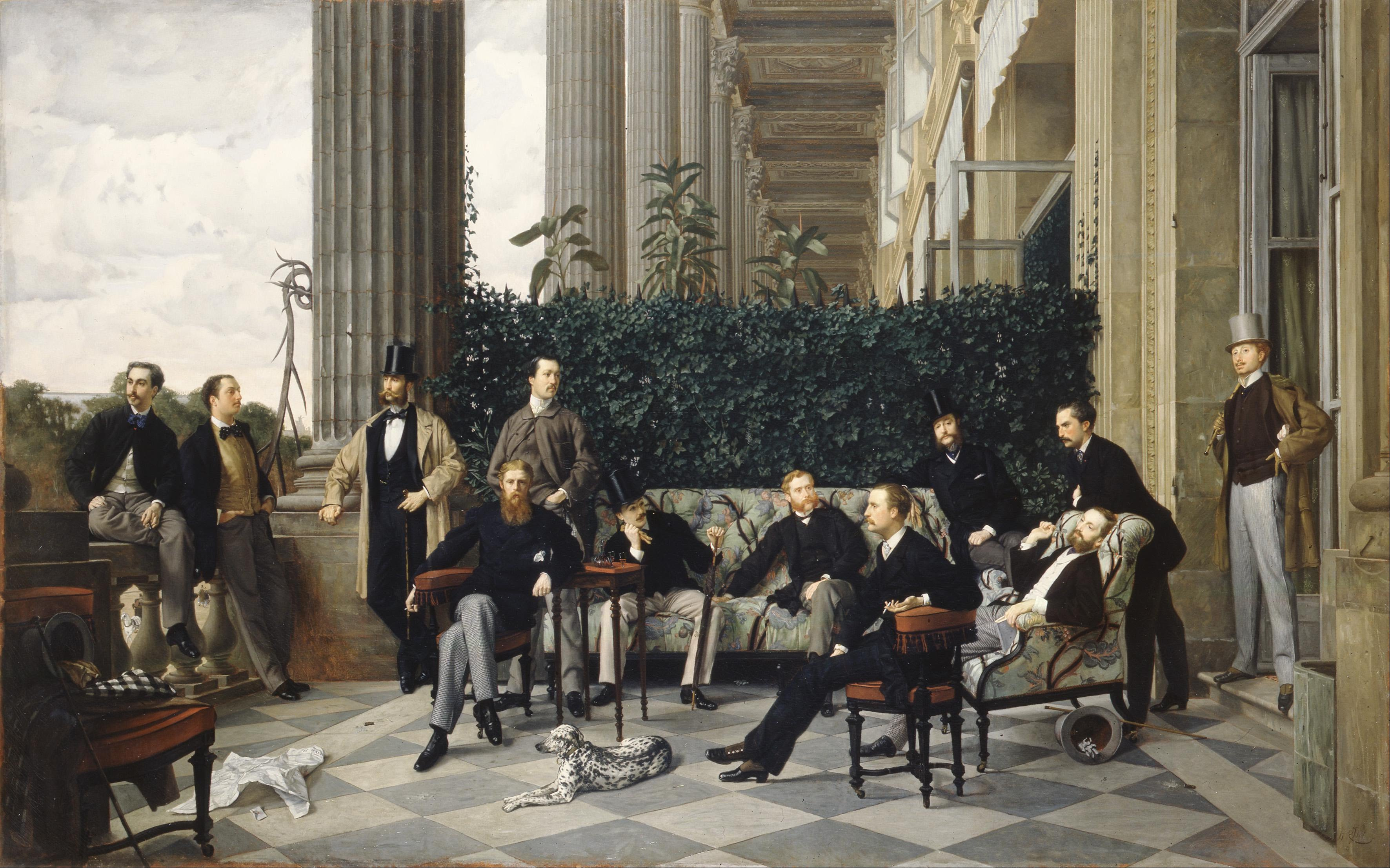
Pintura Le Cercle de la rue Royle mostra vários tipos de vestimentas masculinas (ternos) para situações formais. Inclui cavaleiros usando cartolas altas, sobrecasacas, sobretudo, calças folgadas, sapatilhas e sapatos, com gravatas e golas variadas. A moda masculina, diferentemente da feminina, durante os anos 1860 cores sólidas e escuras eram preferidas pelos homens da elite, algo que se manteve ate meados do século XX. Pintura por James Tissot, 1868.

### Ternos
A moda masculina da década de 1860 em geral permaneceu praticamente a mesma da década anterior. As camisas de linho ou algodão apresentavam golas altas ou viradas, e as gravatas ficavam mais largas e eram amarradas com um laço ou amarradas com um nó frouxo e presas com um alfinete. Casacos pesados acolchoados e justos (em francês; redingotes), agora geralmente trespassados e na altura dos joelhos, eram usados para ocasiões de negócios, sobre coletes com lapelas e golas entalhadas. Os coletes geralmente eram cortados retos na frente e tinham lapelas. O casaco era folgado até o meio da coxa continuou a deslocar lentamente a sobrecasaca para um traje de ocasiões de negócios menos formais. O casaco matinal ligeiramente recortado era usado para ocasiões formais do dia. O traje noturno mais formal continuou a ser um casaco e calças escuras com uma gravata branca; esse traje estava a caminho de tornar-se na moderna "gravata e cauda branca". Enquanto na primeira metade da década a cintura era longa, a partir de 1865 a cintura ficou mais curta, com os bolsos nas pregas.
As calças full-length eram usados, geralmente de um tecido contrastante. Trajes compostos por casaco, colete e calças do mesmo tecido (chamados de "terno idem") continuaram sendo uma novidade na época. Em ambientes domésticos, o casaco poderia ser usado com colete e calças do mesmo tecido. Este tipo de traje idem, conhecido como traje de passeio no Reino Unido, era geralmente feito de lã, com alfaiataria folgada. No entanto, o traje de passeio não era considerado apropriado para ambientes públicos até a década de 1870.

Os sobretudos tinham lapelas largas e punhos fundos, e constantemente apresentavam golas de veludo contrastantes em relação a paleta de cores do resto da vestimenta do homem.

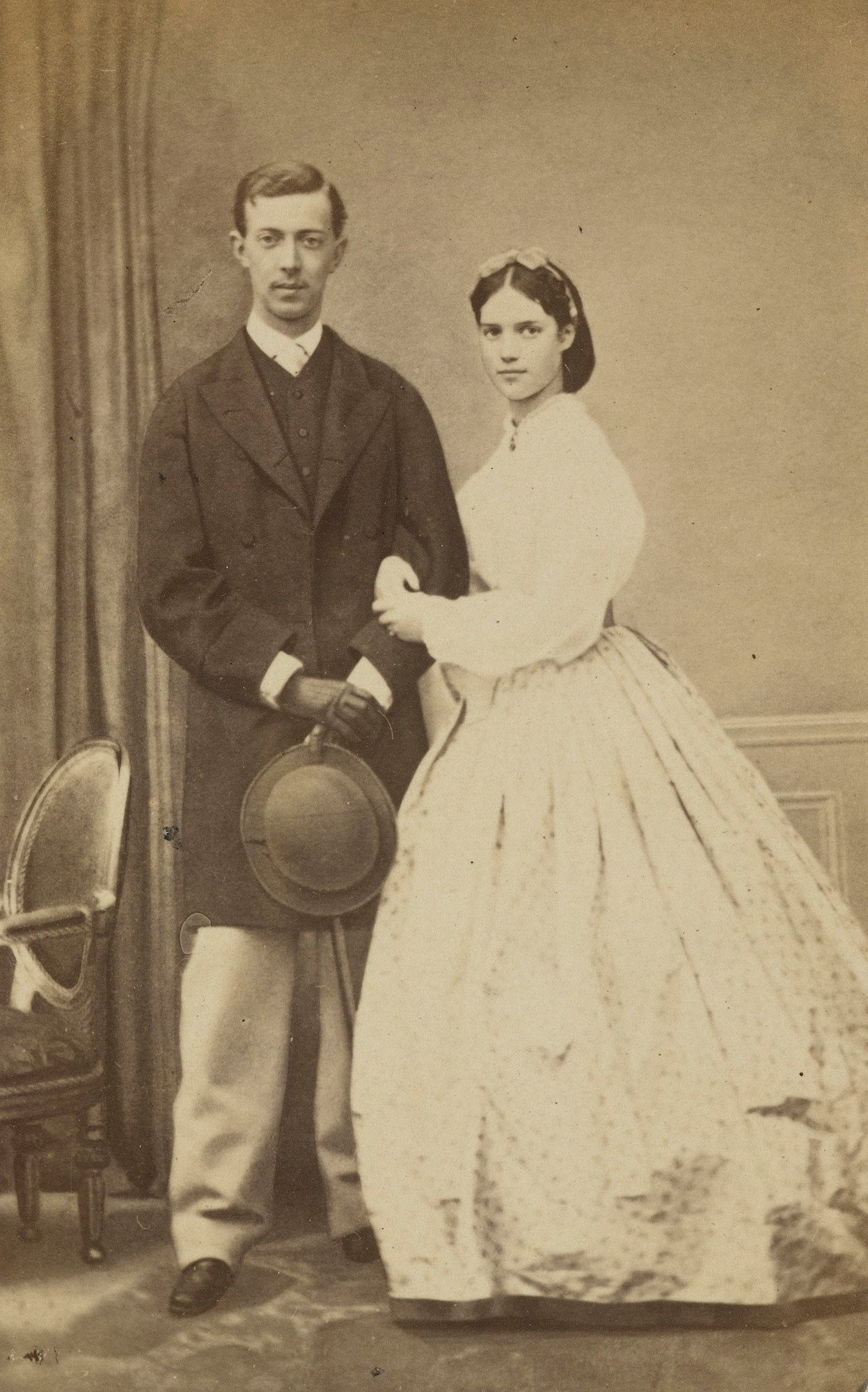
Tsaverich Nicolau Alexandrovich da Rússia e a princesa Dagmar da Dinamarca usando roupas de verão. Fotografia por Georg Emil Hansen, 1863.

### Penteados e chapelaria
Cartolas se tornaram brevemente o formato muito alto de "chaminé", mas uma variedade de outras formas de chapéu eram populares. Durante este tempo, o chapéu-coco ganhou popularidade como um chapéu informal. Este novo tipo de chapéu era normalmente feito de feltro, preto na maior parte do ano ou marrom nos meses de verão.
Em 1865, o chapeleiro John B. Stetson inventou o chapéu Boss of the Plains. Teve sucesso imediato no Velho Oeste entre vaqueiros e colonos, devido à sua praticidade. Ele tinha uma coroa vagamente redonda forrada de fita e uma aba larga, originalmente reta, mas logo se tornou estilizada no icônico aro do típico chapéu de cowboy, seu feltro era denso o suficiente para transportar água, sendo bastante robusto.
Os penteados masculinos eram, em geral, repartidos lateralmente e firmados a cabeça com o uso de pomadas para cabelo, gel e outros tipos de fixadores, poderia também ser repartido ao meio, apesar de ser um estilo de corte muito menos popular na época. Os mustaches estavam menores em comparação aos anos 1850, as barbas eram detalhadamente feitas numa forma circular, o cabelo facial lateral, a costeleta grossa anterior, também desapareceu nessa época.

### Influências
Jaquetas, de todos os tipos, mantinham a costura dos ombros caídas e as mangas generosamente cortadas da década de 1850 e estendiam-se até a coxa. No final da década de 1860, a silhueta geral começou a "emagrecer" e as jaquetas encurtadas, uma tendência que continuou na década de 1870. Assim como na moda feminina, a tecnologia teve um efeito marcante na moda masculina. A máquina de costura estava rapidamente criando a capacidade de muitas roupas masculinas serem produzidas em massa. A Guerra Civil Americana acelerou muito o uso de máquinas de costura; Considerando que o exército da União exigia 1,5 milhão de uniformes por ano, havia uma demanda esmagadora. O número de máquinas de costura em uso dobrou de 1860 a 1865. Camisas, roupas íntimas, acessórios, cada vez mais até calças e sobretudos eram feitos à máquina. A Brooks Brothers observou, na década de 1860, que a confecção de um sobretudo levava seis dias à mão, mas com a ajuda da máquina poderia ser concluída em três. A Guerra Civil impulsionou a indústria do pronto-a-vestir de outra maneira, quando o exército da União coletou medidas e estatísticas sobre homens adultos.